# Lakewood (Colorado)
Lakewood è una città degli Stati Uniti d'America, nella Contea di Jefferson, nello Stato del Colorado. Con 156 798 abitanti al censimento del 2018 era la più grande città della contea.